# 순천 매산중학교 매산관
순천 매산중학교 매산관(順川 梅山中學校 梅山館)은 대한민국 전라남도 순천시 매산중학교에 있는, 서양식 근대 건축물이다. 2004년 12월 31일 대한민국의 국가등록문화재 제123호로 지정되었다.
미국 남장로교회의 남부지역 선교활동을 위 한 거점이었던 순천 선교사촌의 교육시설로 한국 초기교회의 역사를 잘 보여주고 있다. 독립적인 영역을 구축하려는 미국식의 배치계획에 따라 선교사 사택촌 하부에 교사건물이 위치하고 있다. 현재 교사로 사용중에 있고, 보존상태도 양호하다.

## 같이 보기
- 순천매산중학교

## 참고 자료
- 순천 매산중학교 매산관 - 국가유산청 국가유산포털